# 츠키
츠키(본명: 후쿠토미 츠키, 일본어: 福富 月 , 2002년 9월 21일 ~ )는 일본의 가수이며, 걸그룹 Billlie의 메인댄서를 맡고 있다.

## 방송
| 연도   | 방송사      | 제목                         | 비고                         |
| ------ | ----------- | ---------------------------- | ---------------------------- |
| 2022년 | MBC every1  | 《대한외국인》               | 188회, 192회, 199회 패널     |
| 2022년 | JTBC        | 《아는 형님》                | 332회 게스트                 |
| 2022년 | MBC         | 《황금어장 라디오스타》      | 777회 게스트                 |
| 2022년 | MBC         | 《심야괴담회》               | 65회 게스트                  |
| 2022년 | MBC         | 《복면가왕》                 | 378회, 379회 참가자 (MZ세대) |
| 2023년 | MBC M       | 《쇼챔피언》                 | 고정 MC (2월 8일~11월 15일)  |
| 2023년 | 엠넷        | 《너의 목소리가 보여》시즌10 | 2회 음치수사대               |
| 2023년 | MBC         | 《안싸우면 다행이야》        | 132 ~ 133회 게스트           |
| 2023년 | TvN         | 《놀라운토요일》             | 274회 게스트                 |
| 2023년 | 넷플릭스    | 《좀비버스》                 | 고정                         |
| 2023년 | U+ 모바일TV | 《별의별걸》                 | 고정                         |
| 2023년 | JTBC        | 《아는 형님》                | 405회 게스트                 |
| 2023년 | TV조선      | 《미스트롯3》                | 심사위원                     |
| 2023년 | SBS         | 《런닝맨》                   | 684회 게스트                 |
| 2023년 | 유튜브      | 덱스의 냉터뷰                | 6회 게스트                   |